# Sulmona
Sulmona là một đô thị có diện tích 58 km², dân số tại thời điểm 31 tháng 12 năm 2004 là 25.419 người ở tỉnh L'Aquila trong vùng Abruzzo của Ý. Các đô thị giáp ranh gồm: Bugnara, Cansano, Caramanico Terme (PE), Introdacqua, Pacentro, Pettorano sul Gizio, Pratola Peligna, Prezza, Salle (PE), Sant'Eufemia a Maiella (PE)